# Арбатський Дмитро Йосипович
Арба́тський Дмитро́ Йо́сипович (20 грудня 1922, с. Назарово, Іркутська область — 2 жовтня 1991, Іжевськ) — російський мовознавець, доктор філологічних наук (1984), професор (1985). Спеціаліст з лексикології та семасіології.
Закінчив Якутський педагогічний інститут в 1948 році, після чого працював в цьому ж вузі (1948-1951). В 1954—1991 роках працював в Удмуртському державному університеті: старшим викладачем, старшим науковим співробітником; доцент, професор, завідувач кафедри російської мови.
Дослідження пов'язані із вивченням питання про сутність значення слова, його трактування в словниках. Ним описана система сучасних способів визначення значення слів, сфера та умови їхнього застосування відносно різних частин мови, розроблена технологія семантичного визначення, досліджено вміст лексичного значення слова, сформовані правила і способи побудови лексичних дефініцій, вказана роль семантичних визначень слова у словниках для пізнання людиною навколишнього світу.
Автор більш як 60 наукових робіт. Учасник Другої Світової війни, нагороджений медалями.

## Твори
- Отсылочные определения в филологическом словаре//Современная лексикография. Л., 1977
- Толкование значений слов. Семантические определения. Ижевск, 1977